# Falla Nou Campanar
La comissió Pediatra Jorge Comin - Serra Calderona, coneguda popularment com a Nou Campanar, va ser una associació fallera de la ciutat de València ubicada al barri de Campanar i censada a Junta Central Fallera amb el n. 378. Va ser fundada l'any 2002 i va desaparèixer el 2016.
Situada al carrer Jorge Comín, aquesta entitat, que excepte el seu primer any, sempre ha competit a secció especial, té com a eix principal de la seua activitat la falla i des del primer moment s'ha destacat per la bellesa i espectacularitat dels seus cadafals fallers.
La primera falla plantada al 2003 va dur per lema "La banca guanya" i va ser signada per Agustin Villanueva, Alejandro Santaeulalia i Jordi Ballester. És al 2004 quan Pedro Santaeulalia planta per primera vegada a la demarcació fins al 2008 contant totes les seues participacions per victòries en Secció Especial. En 2009 Julio Monterrubio pren el relleu aconseguint de nou el màxim guardó. Amb Pere Baenas s'acaba la ratxa baixant al segon premi. Miguel Santaeulalia Serrán plantarà en 2011 i 2012, recuperant aquest darrer any la senda de la victòria. En 2013 Julio Monterrubio torna a signar. Manolo Garcia signarà la Falla de 2014 deixant sense premi a la comissió per primera vegada des de la seua creació. En 2015 Miguel Arraiz i David Moreno es fan amb el primer premi de Falles innovadores i experimentals amb "Ekklesia" donant un gir radical a la línia estètica seguida des de la creació de Pediatra Jorge Comin-Serra Calderona.
Any rere any les falles plantades per esta comissió han rebut nombrosos premis, a més de batre rècords, el que els ha costat cert criticisme, ja que altres comissions es queixen de què impossibiliten la competència.
La gran mida dels cadafals plantats en la dècada dels 2000 i primera meitat de 2010 va fer que en set ocasions la falla fóra plantada en solars en comptes de fer-ho a creuaments de carrer.
El seu primer president fou el promotor immobiliari Juan Armiñana. Quan Armiñana abandona la falla i el seu mecenatge, des de la comissió es decidiren a reinventar el seu paper a la festa, apostant per l'experimentació. L'any 2016 va anunciar la seua dissolució després de tretze anys en actiu, amb un balanç de set primers premis en Secció Especial gran i altres tants en Infantil.

## Galeria

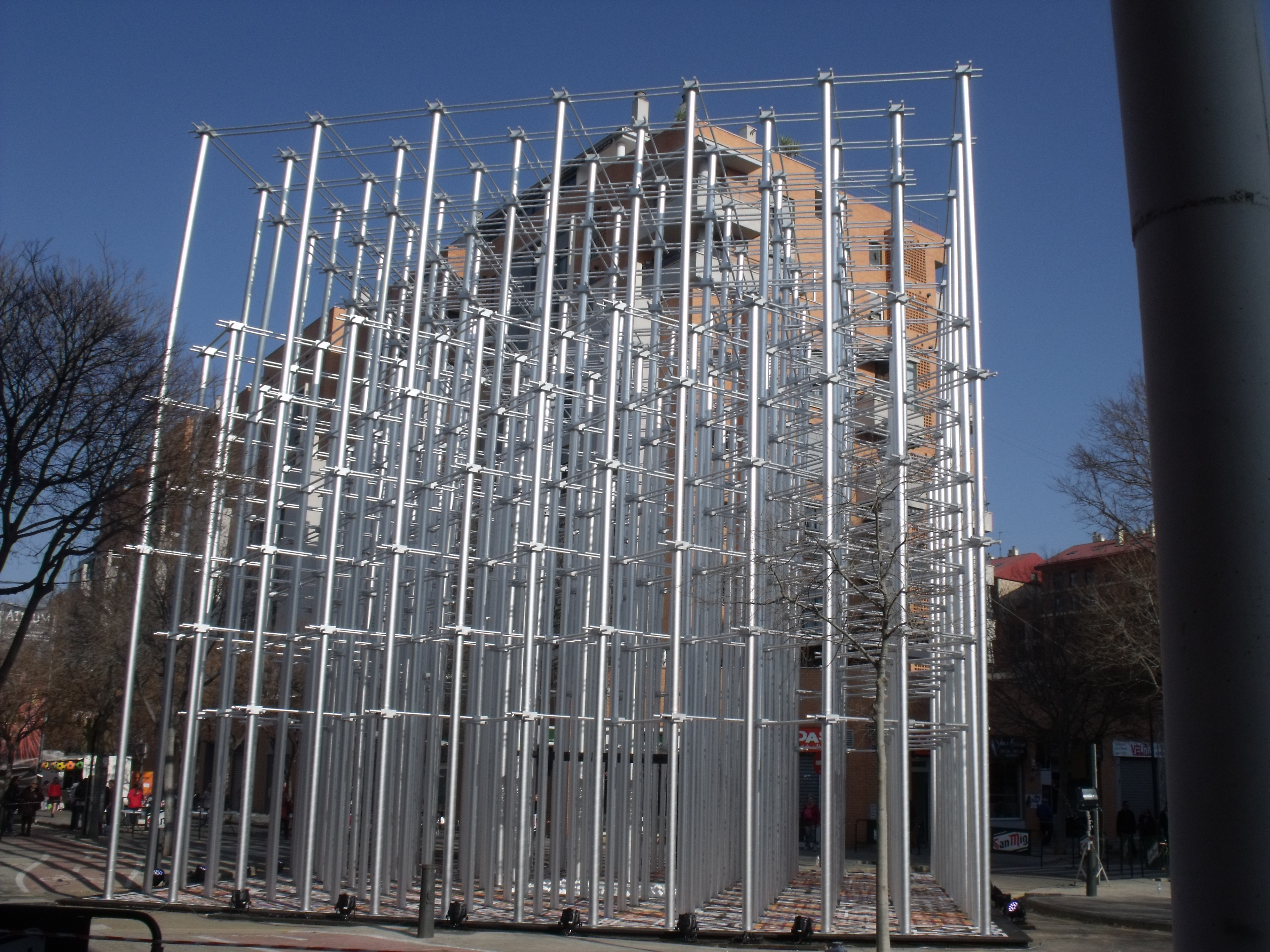
Cadafal Faller de 2015.
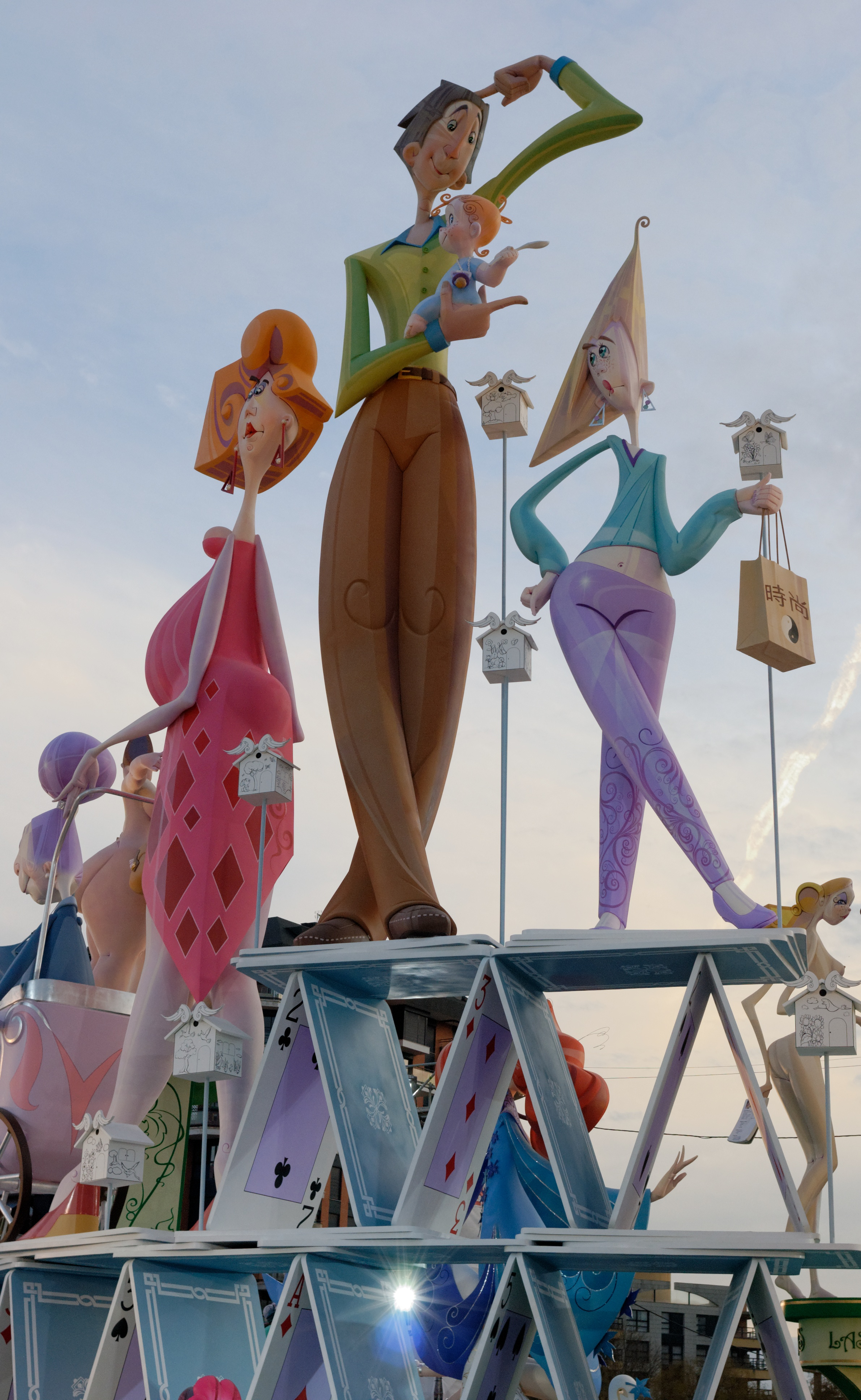
Falla de 2013.
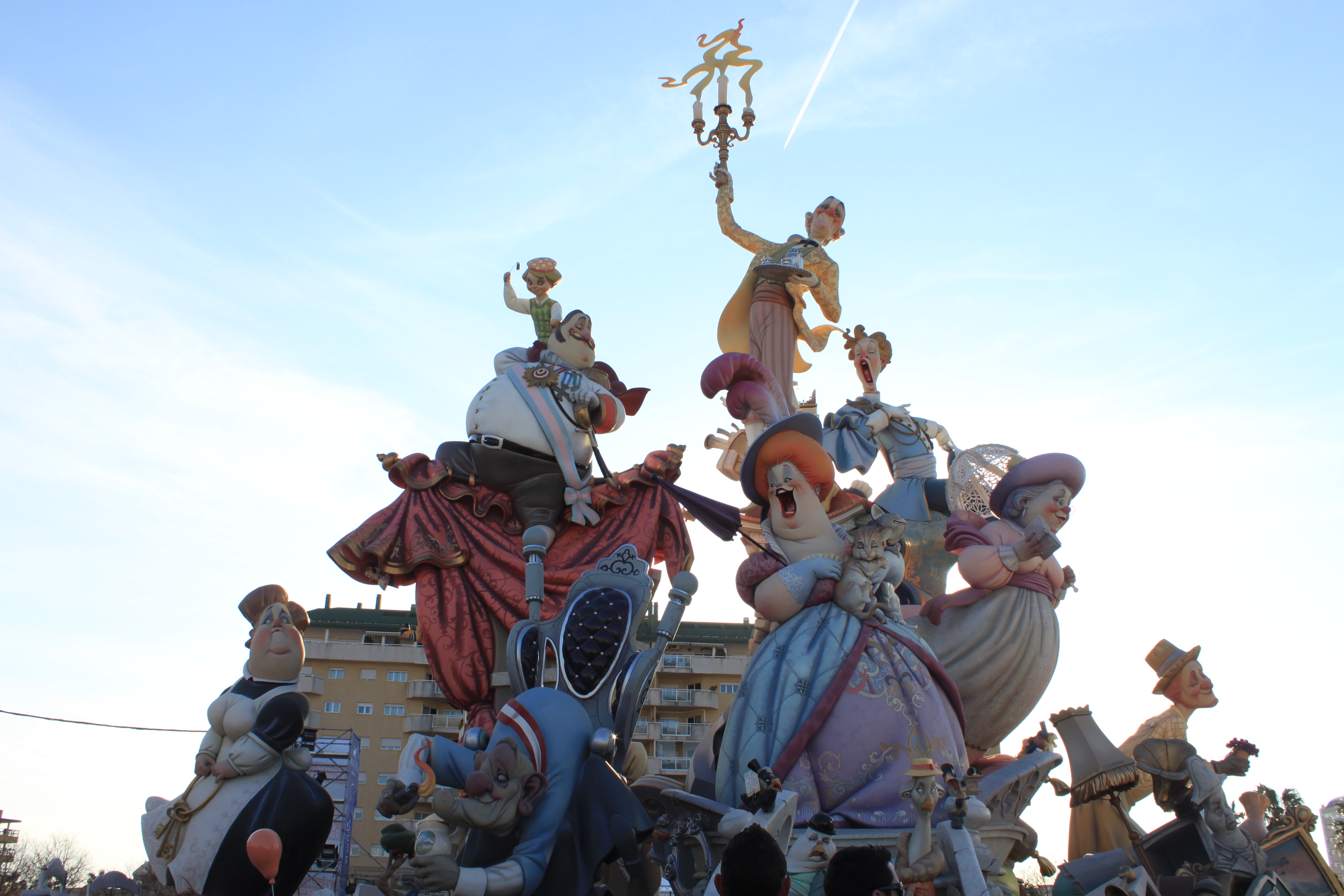
Falla de 2012.
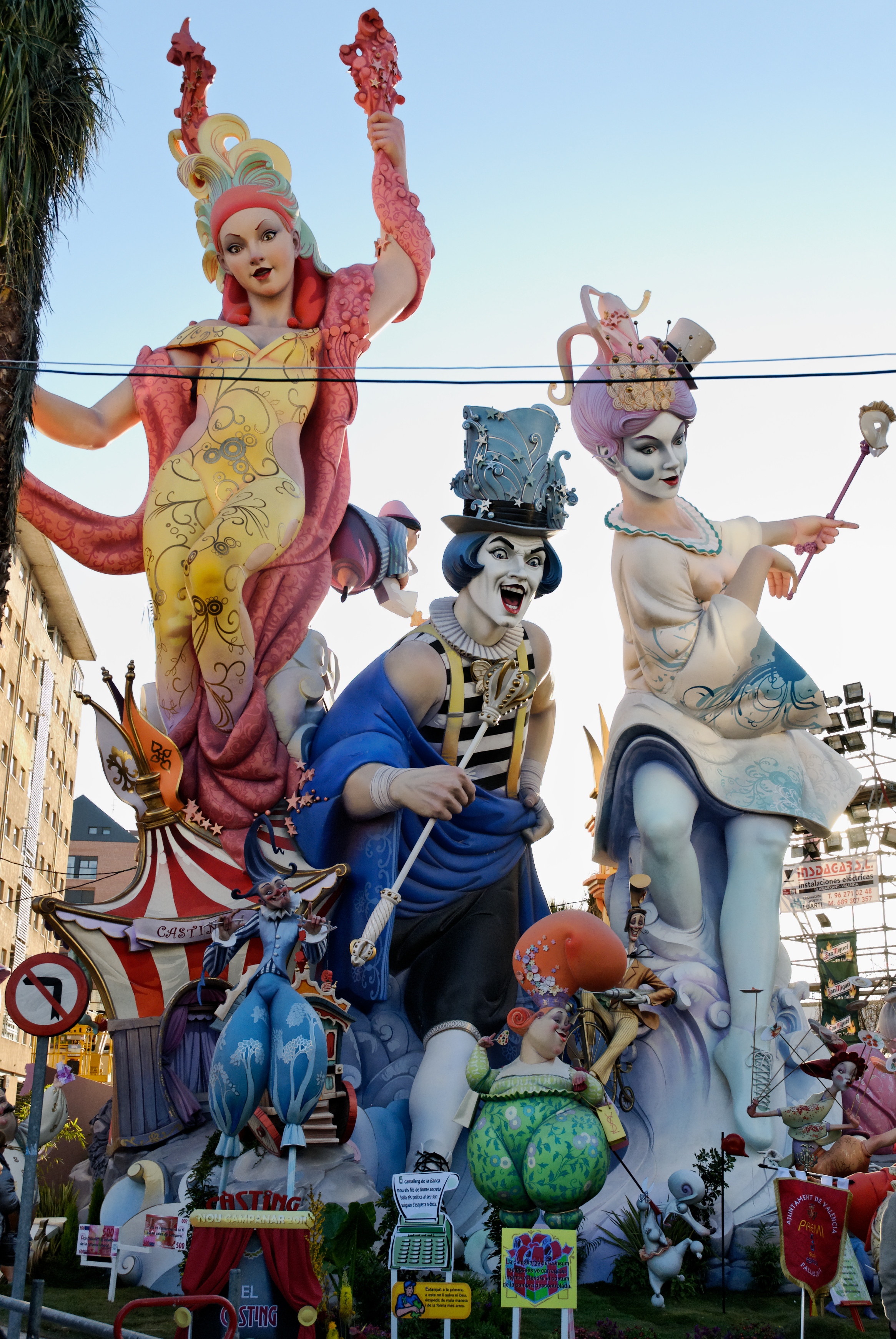
Falla de 2011.
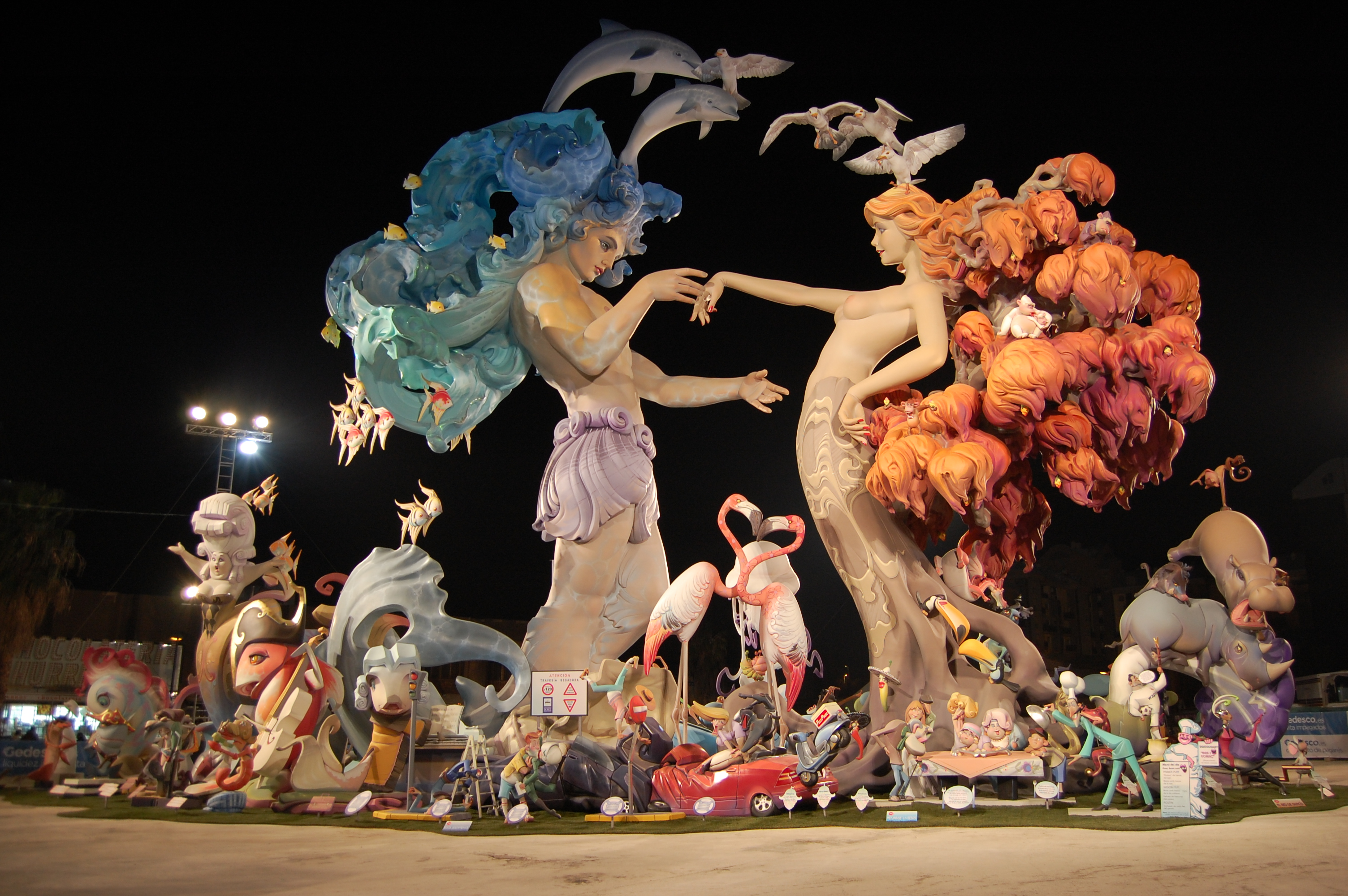
Falla de 2010.
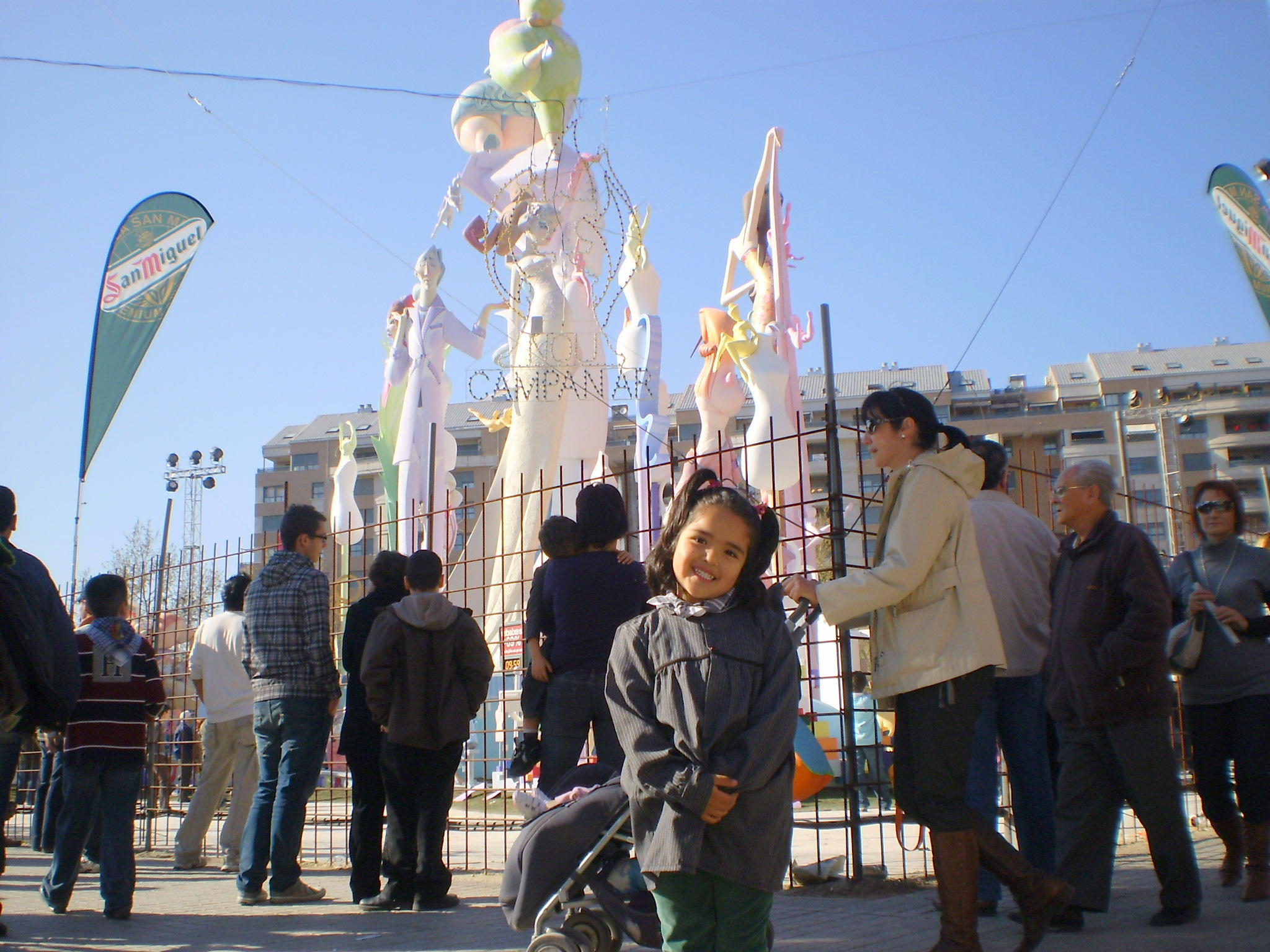
Falla de 2009.
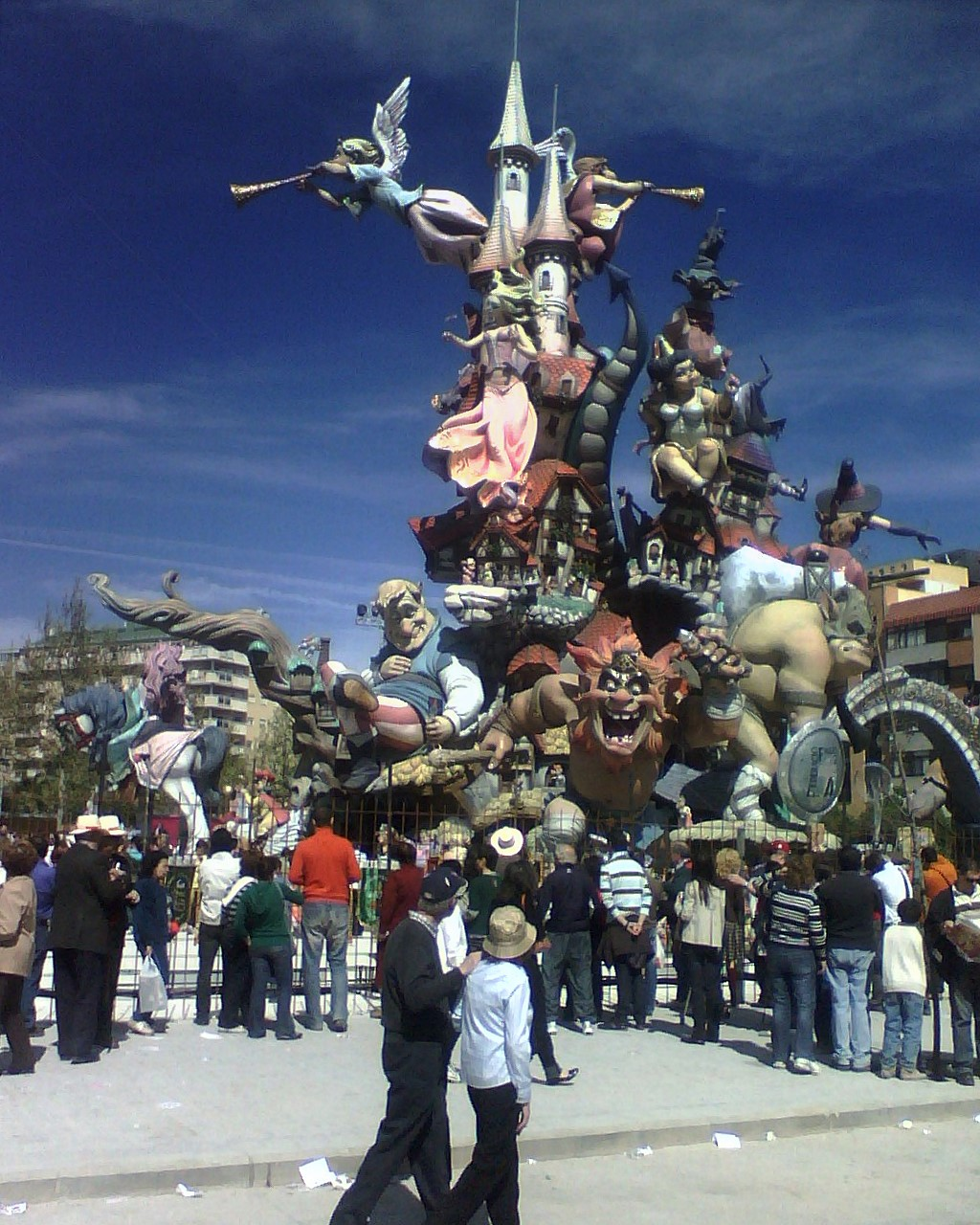
Falla de 2008.
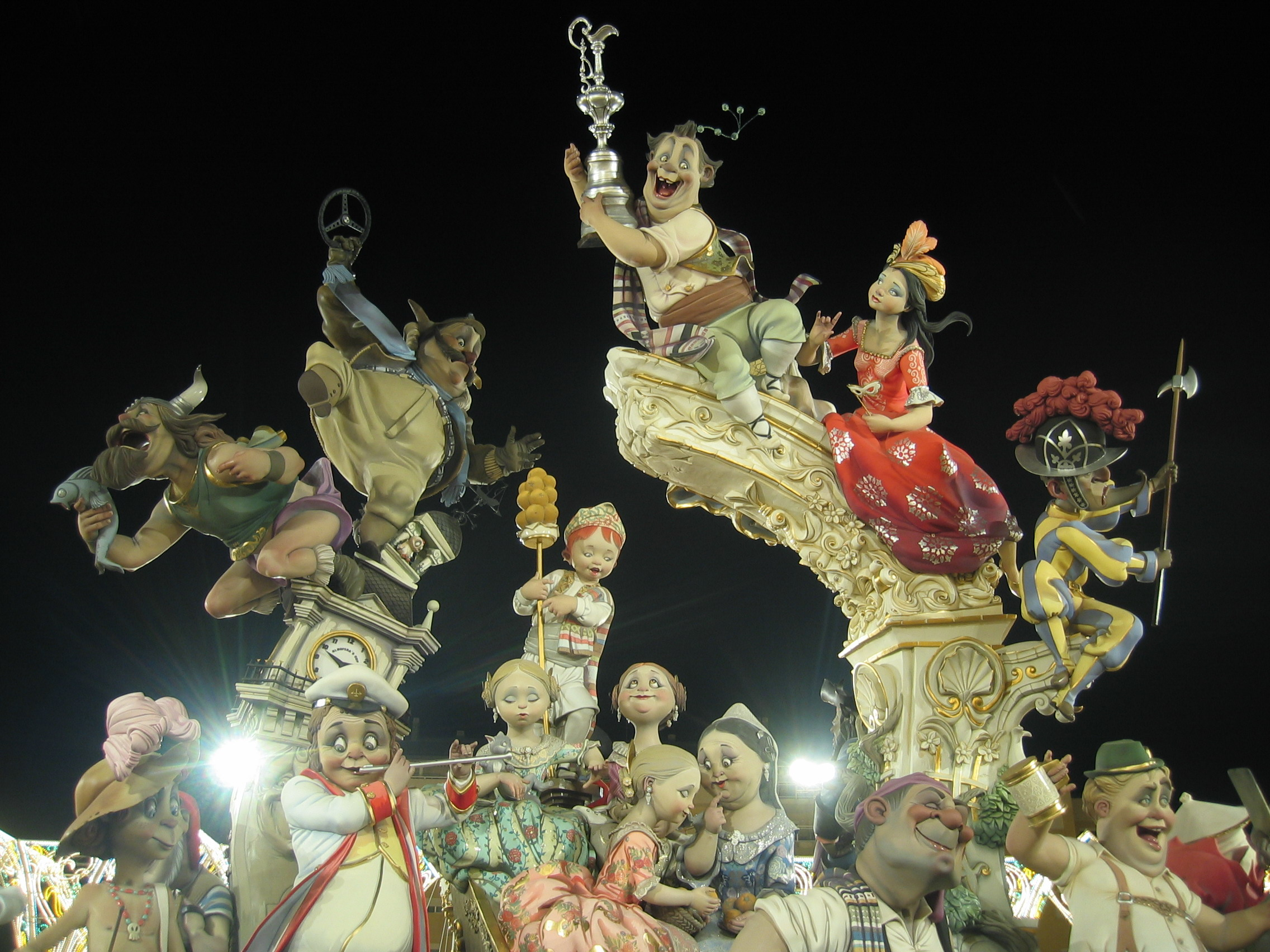
Falla de 2007.
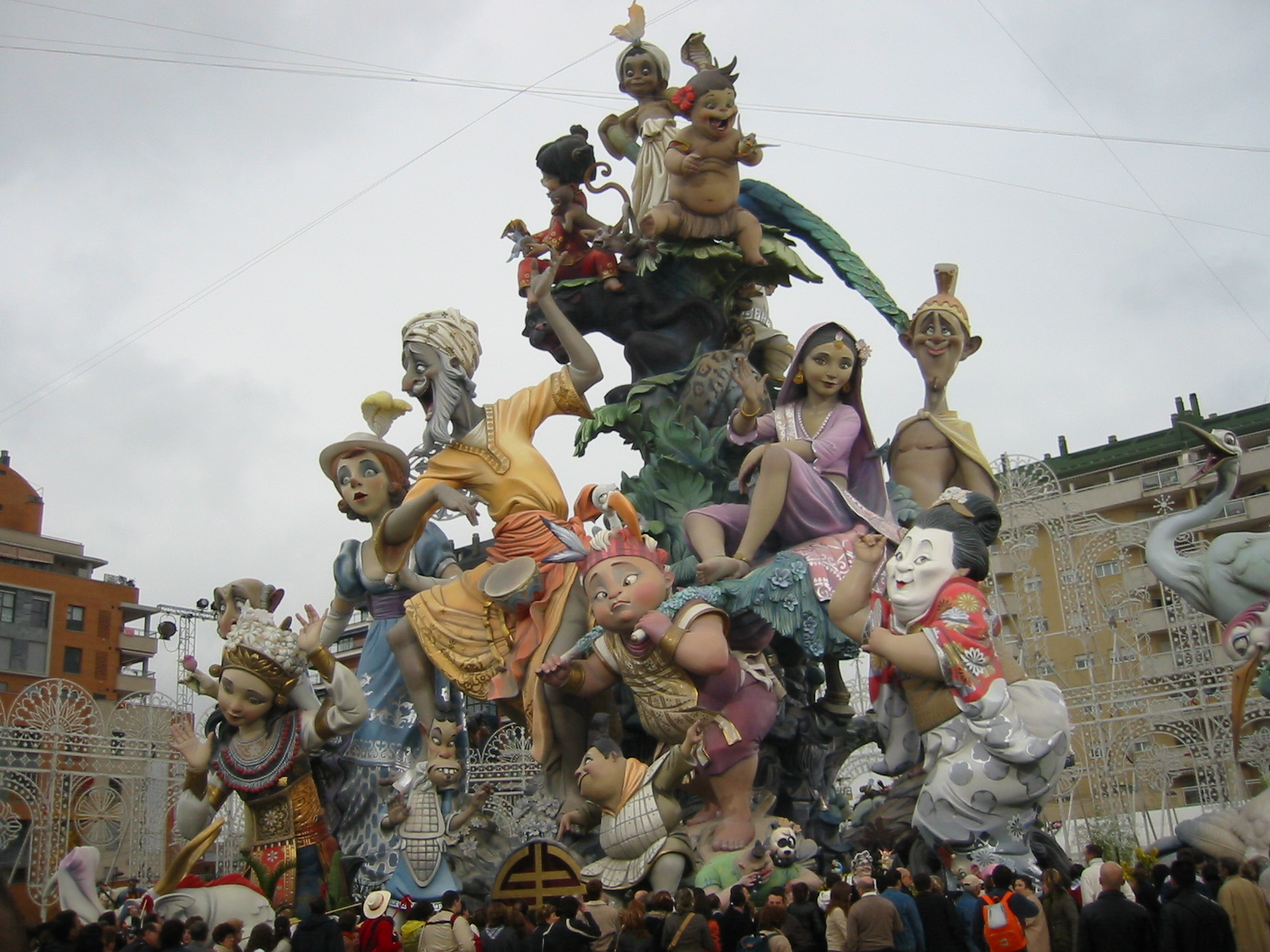
Falla de 2006.